# لين هيل
لين هيل (بالإنجليزية: Len Hill)‏ (14 أبريل 1941 بكارليون في المملكة المتحدة - 10 أبريل 2007) هو لاعب كركيت ولاعب كرة قدم بريطاني في مركز نصف الجناح. لعب مع سوانزي سيتي ونيوبورت كونتي وLovell's Athletic F.C. ‏.

## وصلات خارجية
- لين هيل على موقع إي آس بي آن كريك إنفو (الإنجليزية)
- لين هيل على موقع قاعدة بيانات كرة القدم.إي يو (الإنجليزية)